# Manchester Central Convention Complex
Il Manchester Central Convention Complex, noto come Manchester Central e denominato G-MEX dal 1982 al 2007, è un centro per conferenze e mostre di Manchester ricavato dal plesso che ospitava in passato la stazione ferroviaria di Manchester Centrale, nel Regno Unito.
L'edificio ha un tetto ad arco di luce pari a 64 metri (la seconda più grande del Regno Unito) e risulta Monumento classificato di Grado II* dal 1963.
Dopo 89 anni di servizio, l'edificio è stato chiuso al pubblico nel maggio 1969 e sottoposto a lavori di ammodernamento per convertirlo in un centro per mostre, aperto nel 1982 con il nome di G-Mex Centre, che fu il principale luogo per concerti della città fino alla costruzione della Manchester Arena. Nel 2007 ha riassunto il suo nome originario di Manchester Central.

## Eventi
Con il nome di G-MEX Centre, l'edificio ha ospitato vari concerti rock, tra cui quelli organizzati dalla casa discografica Factory Records, che vi organizzò il Festival of the Tenth Summer nel luglio 1986 per celebrare il decennale dell'esibizione dei Sex Pistols alla Lesser Free Trade Hall della città. Al concerto presero parte Smiths e New Order. Al G-MEX si esibirono gli James nel 1990, gli U2 nel giugno 1992, i Metallica e i Cure nel novembre 1992. Gli ultimi concerti svoltisi negli anni '90 al G-MEX furono quelli tenuti dagli Oasis il 13 e il 14 dicembre 1997.
La capienza della struttura era di 9 500 posti a sedere e di 12 500 posti in piedi.
Il G-Mex fu anche sede dei Giochi del Commonwealth 2002.
Nel dicembre 2006, con i concerti di Snow Patrol, Morrissey e Verve, il luogo tornò a ospitare concerti. Marilyn Manson, Franz Ferdinand, Manic Street Preachers, Arctic Monkeys, Bloc Party e Hard-Fi vi si esibirono nel 2007. Anche gli Status Quo vi si sono esibiti varie volte. Nel dicembre 2009 l'edificio ospitò un'esibizione dei Placebo e nel 2010 concerti di Arcade Fire, Biffy Clyro, Thirty Seconds to Mars, deadmau5, Pendulum e The Eighth Plague Tour. Nel 2011, ospitò il Girls' Day Out Show.

## Trasporti
Situato nel cuore di Manchester, è servito dalle fermate tramviarie di Deansgate-Castlefield e St Peter's Square, situate a cinque minuti a piedi dal Manchester Central. La stazione di Manchester Piccadilly è lontana dodici minuti a piedi.